# Noel Croswell
Noel Alfred Croswell, auch Crosswell geschrieben (* 1909; † 1964), war ein britischstämmiger Polizeibeamter und erster jamaikanischer Polizeichef (Police Commissioner) seit der Unabhängigkeit des Landes.

## Leben
Croswell besuchte das Jamaica College in Kingston und die West Buckland School im englischen District North Devon.
Er trat 1928 als Angestellter im Collector General's Department in den öffentlichen Dienst ein und war sieben Jahre für das Colonial Secretary's Office tätig. 1937 wurde er im Dienstgrad Sub-Inspector in den Polizeidienst der Jamaica Constabulary Force (JCF) übernommen. Als er nach der Pensionierung seines Vorgängers Brownwell kurz vor der Unabhängigkeit des Landes in das Amt als Polizeichef berufen wurde, stieß dies bei der jamaikanischen Polizeivereinigung zunächst auf Protest, denn Croswell war bereits 1959 als Deputy Commissioner of Police pensioniert worden.
Croswell verstarb 1964 im Rahmen der Dienstausübung. Aus der Ehe mit seiner Frau Barbara (1924–1973) gingen drei Töchter hervor; die älteren beiden sind Zwillinge (* 1951).

## Auszeichnungen
- 1954: Colonial Police Medal
- 1959: Member des Order of the British Empire (MBE)[5]
- 1959: Queen’s Police Medal (QPM)[6]
- 1962: Companion des Order of St. Michael and St. George (CMG)[7]